# جويلاند (رواية كينغ)
جويلاند هي رواية للكاتب الأمريكي ستيفن كينغ، نُشرت في عام 2013 من قبل هارد كيس كرايم. وهو كتاب كينغ الثاني للطبعة، بعد كولورادو كيد (فتى كولورادو) (2005). صدرت الطبعة الأولى فقط ككتاب ورقي الغلاف، صمم الغلاف كل من روبرت ماكغينيس وغلين أوربيك. تبعتها طبعة محدودة ذات غلاف فني بعد أسبوع. ترشحت الرواية لجائزة إدغار لعام 2014 لأفضل غلاف ورقي أصلي.

## الحبكة
تدور أحداث الرواية في مدينة ترفيهية في كارولاينا الشمالية في عام 1973، وتنطوي على عامل كرنفال متنقل يجب أن يواجه «ضريبة جريمة قتل مروعة ومصير طفل يحتضر». ديفين جونز، البالغ من العمر 21 عامًا، والذي يعمل في فصل الصيف في جويلاند بولاية كارولاينا الشمالية، هو طالب بجامعة نيو هامبشير. أُخبر ديفين، خلال مقابلته مع عرافة مقيمة، روزي الملقبة بمدام فورتونا، أنه سيلتقي بطفلين في الصيف: فتاة ترتدي قبعة حمراء؛ والآخر صبي مع كلب. أحدهم يملك موهبة الإبصار. يؤمّن ديفين مسكن للصيف في منزل مكون من غرف للإيجار تملكه السيدة شوبلاو، وهي امرأة تعرف الكثير عن تاريخ جويلاند وموظفيها. وعدت حبيبة ديفين (وحبه الأول)، ويندي، أن تقيم علافة جنسية معه أخيرًا قبل انتهاء الفصل الدراسي، لكنها تركته في اللحظة الأخيرة.
في بداية الصيف، تعين في فريق بيغل، وهو أحد طواقم العمل الخاصة بالكلاب في جويلاند، وأصبح صديقًا لاثنين من الموظفين الجدد الآخرين، توم وإيرين. كان يعمل بشكل رئيسي مع لين هاردي، إذ يشغل دولاب (عجلة فيريس) المدينة الترفيهية. تفشل محاولاته في التواصل مع ويندي ويتلقى في النهاية رسالة قاسية تطلب منه فيها الاستسلام لأنها وجدت شخصًا آخر. يتوقف عن النوم وبالكاد يأكل، ويقضي وقت فراغه في الاستماع إلى الموسيقى والتفكير بالانتحار. يدرك ديفين سريعًا أنه يملك موهبة «ارتداء الفرو»، ويلعب دور هاوي الكلب السعيد، جالب الحظ لجويلاند، ويجد أنه يستمتع حقًا بإسعاد الأطفال. يرهق نفسه بالعمل لدرجة تجعل أصدقاؤه لين وروزي يضطرون لمواجهته بشأن حالته الصحية المتدهورة. في أحد الأيام أثناء تأديته لدور هاوي، ينقذ الفتاة المذكورة أعلاه التي ترتدي قبعة حمراء من الاختناق بقطعة هوت دوغ. تكسبه هذه الحركة البطولية ثقة وإعجاب مالك المدينة ومؤسسها المسن، السيد إيستربروك، إلى جانب الإشادة المحلية.
يكتشف ديفين وأصدقاؤه، توم وإيرين، أنه قبل عدة سنوات، قُتلت فتاة تدعى ليندا غراي في الجولة المظلمة الوحيدة في المدينة، «بيت الرعب»، وما زال شبحها يطارده. يرى توم شبحها أثناء لعبة بيت الرعب ويرفض الحديث عن الأمر مرة أخرى، لكن ديفين لا يراه ويصبح مهتمًا بقضية القتل.
في نهاية الصيف، يقرر ديفين أخذ إجازة لمدة عام من المدرسة والبقاء في المدينة أثناء ساعات إغلاقها. تبحث إيرين في تفاصيل جريمة القتل عند عودتها إلى المدرسة لكنها تخطط للعودة إلى جويلاند مع توم لتقدم نتائجها إلى ديفين. تحضر صورًا ومقالات تثبت أن هذه القضية هي الأحدث في سلسلة من جرائم القتل المعلقة، والتي لم تتدخل فيها الشرطة مطلقًا. يصبح ديفين مقربًا من امرأة متحفظة تدعى آني وابنها مايك اللذان يعيشان في منزل كبير بالقرب من جويلاند. على الرغم من معاملة آني الفاترة لديفين، لكنها تحبه بعد أن ترى كيف يجعل ابنها الذي يحتضر سعيدًا. يكشف مايك أنه يعرف بأمر شبح ليندا ولديه كلب، ويدرك ديفين أنه الطفل الثاني في تنبؤ روزي.